# Lärz
Lärz est une municipalité qui fait partie de l'arrondissement du Plateau des lacs mecklembourgeois de Mecklembourg-Poméranie-Occidentale en Allemagne.

## Festival
- Fusion Festival, festival de musique créé en 1997, et où Concrete Knives, Yelle et d'autres groupes y ont joué[1].